# Wilhelm Häcker
Wilhelm Häcker (* 9. Mai 1877 in Ebersbach an der Fils; † 10. Januar 1959 in Blaubeuren) war ein deutscher evangelischer Theologe und Lehrer, der durch seine Freundschaft zu Hermann Hesse bekannt wurde.

## Leben

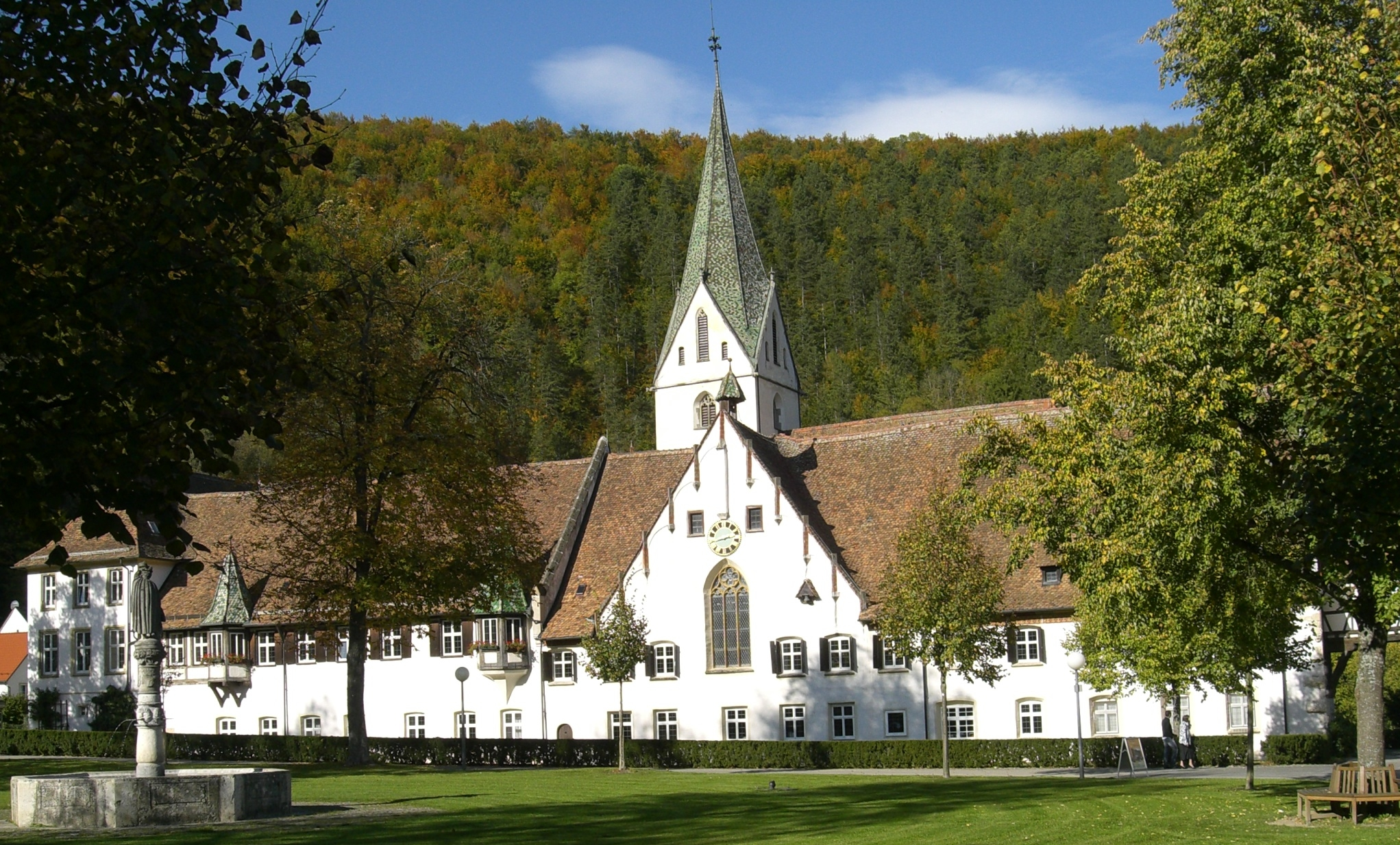
Kloster Blaubeuren
letzte Wirkungsstätte und Ruhesitz von Wilhelm Häcker

Wilhelm Häcker schlug zunächst eine evangelische Theologenlaufbahn ein und besuchte das evangelisch-theologische Seminar in Maulbronn. Dort teilte er mit dem gleichaltrigen späteren Schriftsteller Hermann Hesse ein Zimmer. Er erlebte mit, wie sich bei diesem im März 1892 der „rebellische“ Charakter zeigte. Hesse entwich aus dem Seminar, weil er entweder Dichter oder gar nichts werden wollte, und wurde erst am folgenden Tag auf freiem Feld aufgegriffen. Mit Hesse verband Häcker zeit seines weiteren Lebens eine enge Freundschaft. Wenn Hesse Ulm besuchte, traf er sich meist auch mit Häcker.
Während Hesse tatsächlich Dichter und nicht Theologe wurde, entschied sich Wilhelm Häcker, Philologie an der Universität Tübingen zu studieren. Im Jahre 1901 wurde er dort zum Dr. phil. promoviert. Seit dem Studium war er Mitglied der Verbindung Normannia Tübingen.
Von 1905 bis 1906 war Häcker als Lehrer an der Lateinschule in Esslingen am Neckar, dem heutigen Georgii-Gymnasium, tätig. Von 1906 bis 1912 war er als Oberpräzeptor in Aalen tätig. Anschließend wurde er Studienprofessor am Seminar in Maulbronn, 1923 ging er in gleicher Position an das Seminar Blaubeuren, Klosterhof 7. 1942, mitten im Zweiten Weltkrieg, ging Häcker in den Ruhestand. Er führte den Professoren-Titel und blieb in Blaubeuren, wo er 1959 im Alter von 82 Jahren starb.

## Ehrungen
Hermann Hesse, bekannt etwa durch seine Erzählung Narziß und Goldmund, setzte Häcker in seinem Buch Nürnberger Reise in der Person des Knabe Wilhelm ein bleibendes Denkmal.

## Familie
Wilhelm Häcker heiratete im Jahre 1911 Hedwig geborene Pfahler (* 1. April 1890 in Mühlheim bei Horb am Neckar). Aus der Ehe gingen keine Kinder hervor.